# Kadumuthsandra, Malur
Kadumuthsandra là một làng thuộc tehsil Malur, huyện Kolar, bang Karnataka, Ấn Độ.